# Martin Findeis
Martin Findeis (* 6. června 1967 Boskovice) je český a moravský malíř, fotograf, ilustrátor, restaurátor a výtvarný pedagog. Je zakládajícím členem někdejší umělecké skupiny Bratrstvo (1989–1994).

## Život
Narodil se v Boskovicích v rodině hostinského Zdeňka Findeise (1934, Drnovice – 1984, Boskovice) a zdravotní sestry Jany, rozené Kubínové (* 1944, Boskovice). Jeho otec patřil do rodu mlynářů v nedalekých Drnovicích, kde rodině patří tzv. mlýn Valcha (Findeisův mlýn). Prastrýc jeho matky byl malíř Otakar Kubín (Coubine).
V letech 1981–1985 vystudoval Střední uměleckoprůmyslovou školu v Brně, obor Konstrukce a tvorba nábytku a interiéru. V letech 1988–1996 vystudoval na Vysoké škole uměleckoprůmyslové v Praze obor Malba u profesora Pavla Nešlehy. Ve školním roce 1996/1997 absolvoval roční stáž ve Slovinsku na Akademii výtvarných umění (Akademija za likovno umetnost in oblikovanje – ALUO) v Ljubljani u profesora Andreje Jemce.
V roce 1989 se stal zakládajícím členem fotografické sekce umělecké skupiny Bratrstvo (dalšími byli Václav Jirásek, Petr Krejzek, Roman A. Muselík a Zdeněk Sokol), která byla činná do roku 1994 a s níž vystavoval na řadě společných výstav.
Působil externě  jako pedagog na SOU tradičních řemesel ve Velkých Opatovicích (1999–2001), na Střední umělecké škole grafické v Jihlavě (1999-2001) a na Akademii ve Světlé nad Sázavou (2007–-2010). Externě fotografoval pro Galerii výtvarných umění v Havlíčkově Brodě (2003–2023). Zabývá se také různými výtvarnými a restaurátorskými zakázkami a opravami památek.
V roce 1997 se oženil s keramičkou Markétou, roz. Brodinovou (* 1974, Havlíčkův Brod), s níž má dvě děti – Kláru (* 1998) a Prokopa (* 2000). Rodina žila několik let v Sulíkově u Kunštátu a poté ve Smilově u Havlíčkova Brodu. Po rozvodu manželství v roce 2012 bydlel v Havlíčkově Brodě, od roku 2024 žije v Boskovicích-Hrádkově.

## Výstavy

### Výstavy se skupinou Bratrstvo
- 1989 Brno, Klub Topas na Kounicových kolejích (souborný katalog, text Roman A. Muselík)
- 1989 Praha, Výstavní síň divadla Semafor (úvodní slovo Jiří Datel Novotný)
- 1990 Brno, Galerie mladých (úvodní slovo Alena Gálová)[8]
- 1990 Praha, ZK Pařížská ul.
- 1991 Louny, Galerie Benedikta Rejta
- 1991 Praha, Pražský dům fotografie
- 1992 Brno, Galerie Ambrosiana, Jakubská ul.
- 1994 Banská Bystrica, Štátna galéria
- 1996/97 Brno, Moravská galerie, Pražákův palác (katalog Jiří Šimáček)

### Účast na výstavách (výběr)
- 2002 Olomouc, Česká a slovenská fotografie 80. a 90.let 20.století (kurátoři a katalog Lucia L. Fišerová a Tomáš Pospěch), repríza Bratislava
- 2005 Praha, Česká fotografie 20.století (kurátoři a katalog Vladimír Birgus a Jan Mlčoch)
- 2005/2006 Praha, České muzeum výtvarných umění, Pohádkové bytosti (kurátor Petr Štěpán)
- 2010 Praha, Dům U Kamenného zvonu, Tenkrát na východě – Češi očima fotografů 1948–1989 (kurátoři a katalog Vladimír Birgus a Tomáš Pospěch)
- 2012 Sankt Pölten, St. Pölten Ausstellungsbrücke, Krajina Vysočiny
- 2012 Nové Město na Moravě, Horácká galerie, Vysočinské variace
- 2012/2013 Olomouc, Muzeum moderního umění, Od Tiziana po Warhola: Muzeum umění Olomouc 1951-2011 (kurátor Ladislav Daněk, úvodní slovo Pavel Zatloukal)
- 2013 Sankt Pölten, St. Pölten Ausstellungsbrücke, Vysočinské variace[9]
- 2013 Jihlava, Oblastní galerie Vysočiny, Vysočinské variace
- 2019/2020 Praha, Uměleckoprůmyslové muzeum, Obrazy konců dějin – Česká vizuální kultura 1985–1995 (kurátor a katalog Pavel Vančát)
- 2019/2020 Praha, Národní galerie – Veletržní palác, 1989 (kurátor a katalog Tomáš Pospěch)
- 2025 Blansko, Muzeum Blanenska, Zámek (kurátoři Jana Písaříková a Jozef Štolfa)

## Zastoupení ve sbírkách
- Uměleckoprůmyslové muzeum, Praha
- Moravská galerie, Brno
- Muzeum umění, Olomouc
- soukromé sbírky v ČR i v zahraničí